# Carmen (ime)
Carmen je žensko osebno ime.

## Izvor imena
Ime Carmen je različica imena Karmen.

## Pogostost imena
Po podatkih Statističnega urada Republike Slovenije je bilo na dan 31. decembra 2007 v Sloveniji 138 oseb z imenom Carmen.

## Osebni praznik
Osebe z imenom Carmen godujejo 16. julija, ko je praznik Marije Karmelske.

## Zanimivost
Carmen je naslov Bizetove opere.